# ACS Bio & Med Chem Au
ACS Bio & Med Chem Au (nach ISO 4-Standard in Literaturzitaten mit ACS Bio Med Chem Au abgekürzt) ist eine zweimonatlich erscheinende wissenschaftliche Fachzeitschrift, die von der American Chemical Society herausgegeben wird. Die Erstausgabe erschien im Dezember 2021. Die Open-Access Fachzeitschrift veröffentlicht kurze Briefe, umfassende Artikel, Übersichtsartikel und Perspektiven zu allen Aspekten der biologischen und medizinischen Chemie.
Aktuelle Chefredakteurin ist Shelley D. Minteer von der University of Utah (Utah, Vereinigte Staaten).